# Amgaon
Amgaon fou un zamindari de la part oriental del districte de Bhandara a les Províncies Centrals de l'Índia amb una superfície de 373 km² i una població el 1881 de 27.524 habitants repartits en 61 pobles. El territori era destacat per l'abundància de tigres i les freqüents caceres.